# Lancia Rally 037
Lancia Rally 037 (также известный как Lancia Abarth 037) — автомобиль с центральным расположением двигателя, построенный итальянскими компаниями Abarth и Lancia в начале 1980-х для участия прежде всего в чемпионате мира по ралли. Автомобиль строился по требованиям раллийной группы B, вступившим в силу в 1982 году. Его пилотировали такие заводские пилоты как Маркку Ален, Аттилио Беттега, Вальтер Рёрль и другие. Благодаря модели 037, Lancia победила в чемпионате мира по ралли 1983 года в зачёте производителей. Это был последний моноприводный автомобиль, благодаря которому удалось выиграть главный конструкторский трофей в WRC, последующие командные кубки в мировом первенстве завоёвывались исключительно на полноприводных машинах.

## История модели
В 1981 году в компании Abarth, входившей в концерн Fiat, наряду с Lancia, начали работать над созданием проекта 037, чтобы построить автомобиль, соответствовавший требованиям новой раллийной группы B. Поскольку проект был под номером 037, автомобиль получил своё имя Lancia Rally 037, под которым стал известен во всём мире.
Дизайн Lancia 037 выполнен по мотивам автомобиля Lancia Montecarlo. Кузов представлял собой трубчатый каркас с навешиваемыми панелями кузова, многие из которых были изготовлены из кевлара. Использовались стальные подрамники в подвеске. Так же как в Lancia Montecarlo у двигателя было центральное расположение, но он был повёрнут на 90 градусов. Это дало больше пространства для проектирования подвески. Lancia 037 был оснащён 2-литровым 4-цилиндровым двигателем с компрессором. Первоначальная мощность двигателя была 265 л. с. (198 кВт), но с введением серии Evolution 1 она увеличилась до 300 л. с. Окончательный вариант двигателя у версии Evolution 2 развивал 325 л. с. (242 кВт).
За характерный дизайн и особенности конструкции, широкая и приземистая модель получила в автоспортивной среде прозвище — «Пластмассовая камбала».

## Победы на этапах чемпионата мира по ралли
| No. | Этап                 | Сезон | Пилот         | Штурман              |
| --- | -------------------- | ----- | ------------- | -------------------- |
| 1   | Ралли Монте-Карло    | 1983  | Вальтер Рёрль | Кристиан Гайстдорфер |
| 2   | Ралли Корсики        | 1983  | Маркку Ален   | Илкка Кивимяки       |
| 3   | Ралли Акрополис      | 1983  | Вальтер Рёрль | Кристиан Гайстдорфер |
| 4   | Ралли Новой Зеландии | 1983  | Вальтер Рёрль | Кристиан Гайстдорфер |
| 5   | Ралли Санремо        | 1983  | Маркку Ален   | Илкка Кивимяки       |
| 6   | Ралли Корсики        | 1984  | Маркку Ален   | Илкка Кивимяки       |

## Галерея

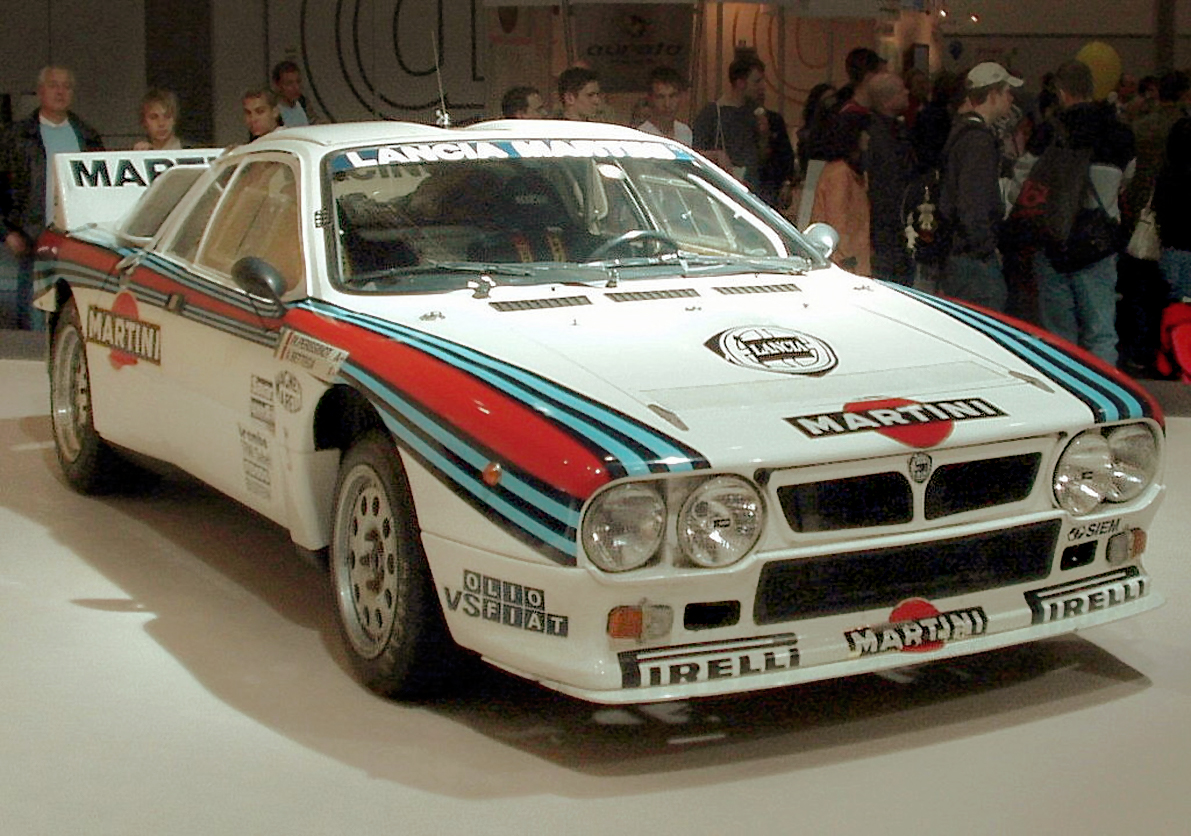
Lancia 037 на выставке 2006 года
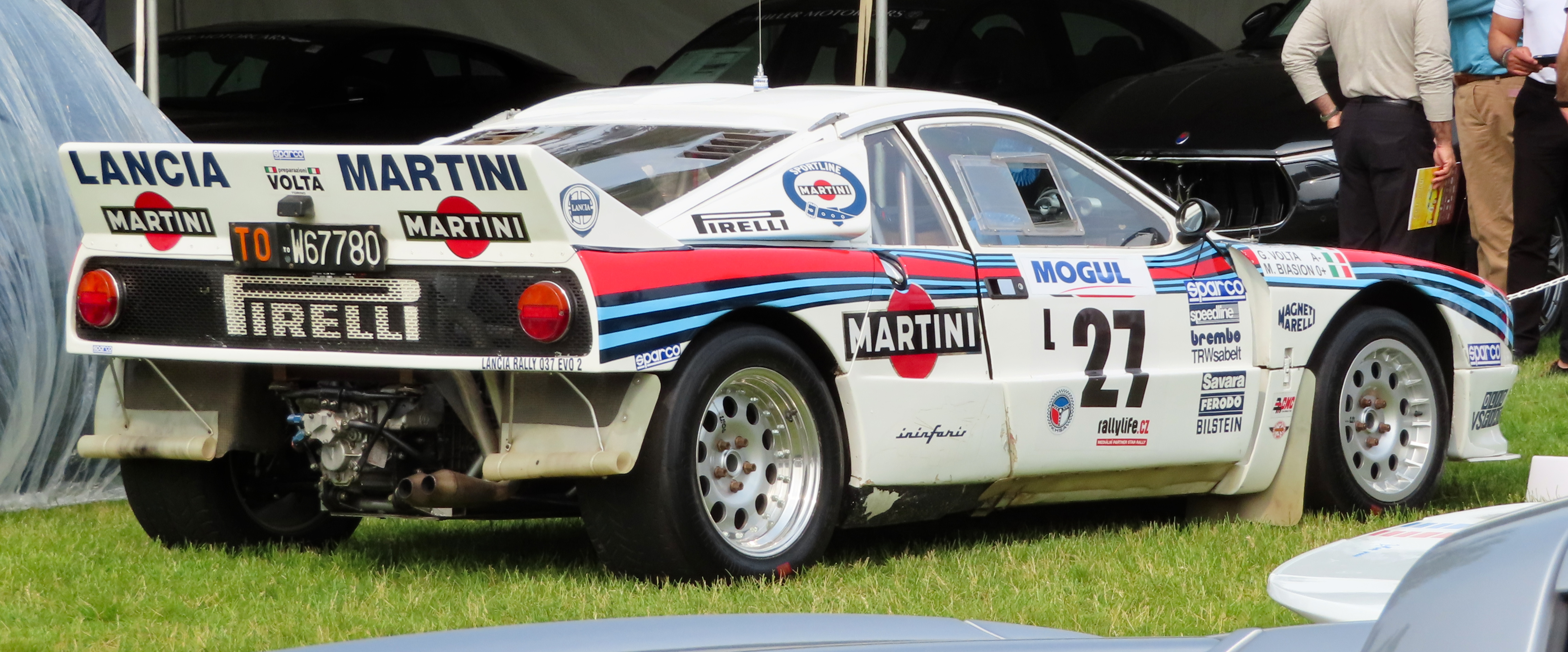
На Greenwich Concours d'Elégance, 2019
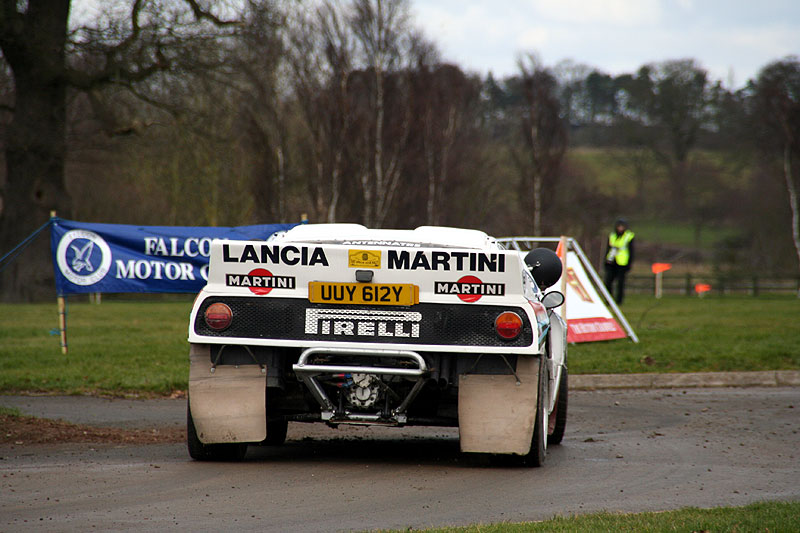
На Historic Motorsport Show, 2006
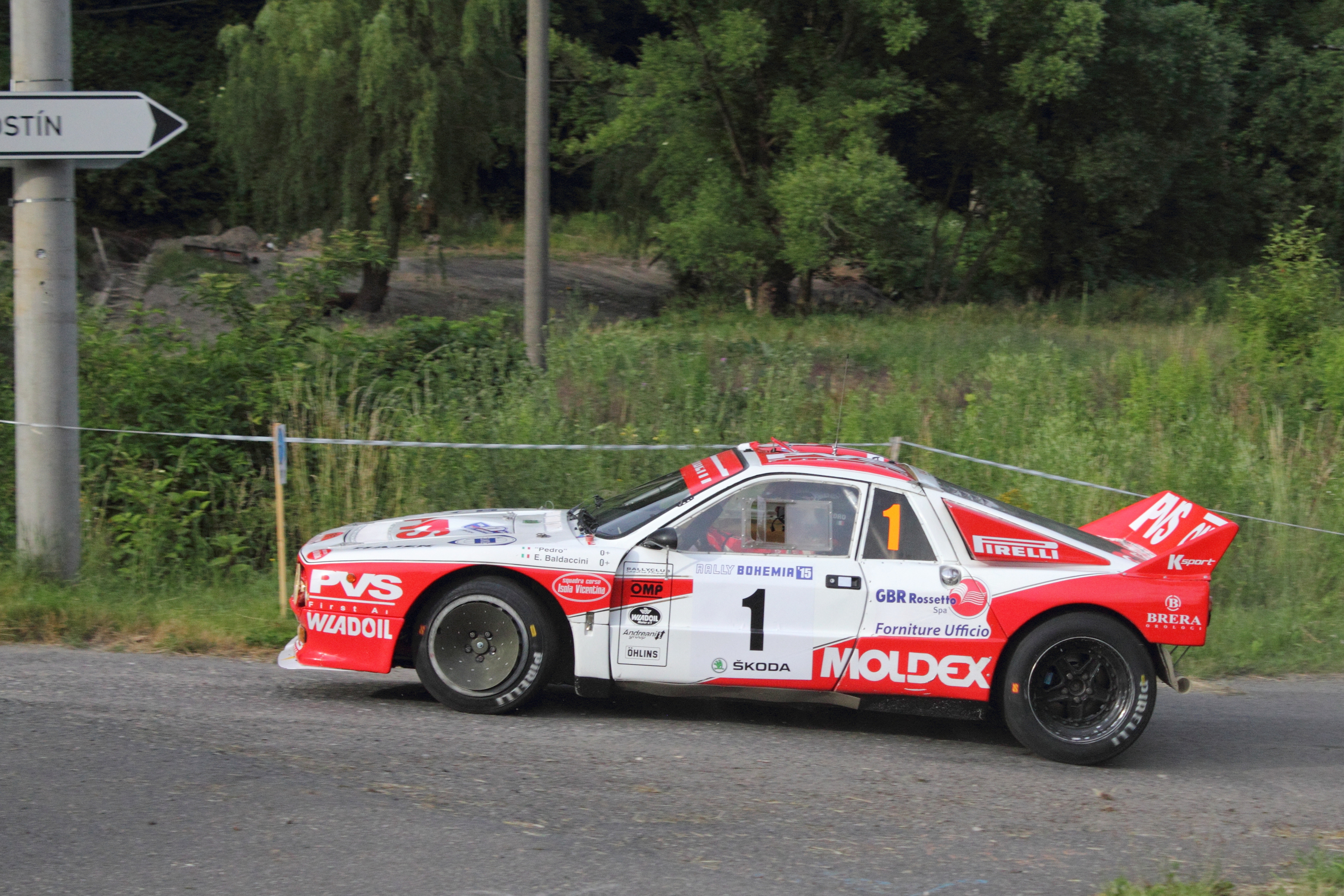
037 на трассе исторического ралли
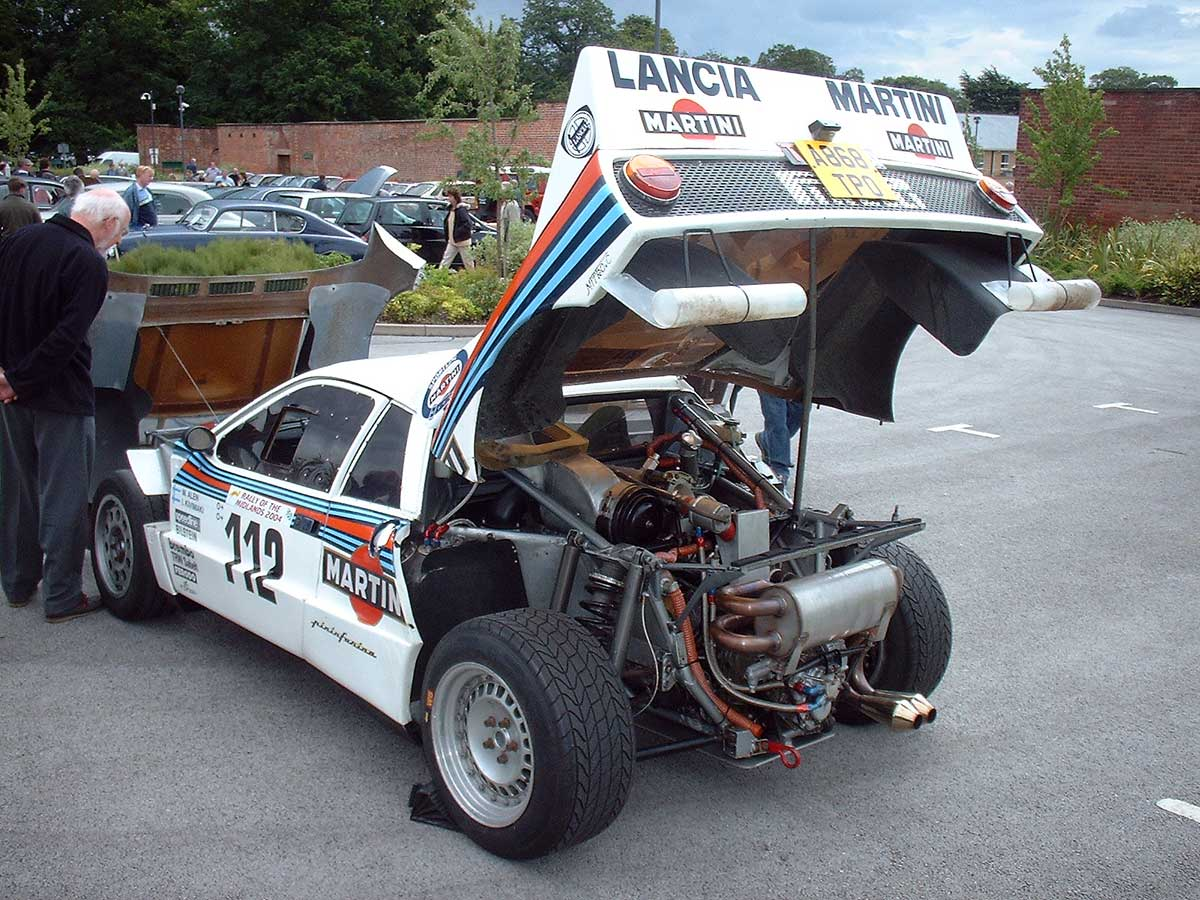
Lancia 037 с поднятым капотом
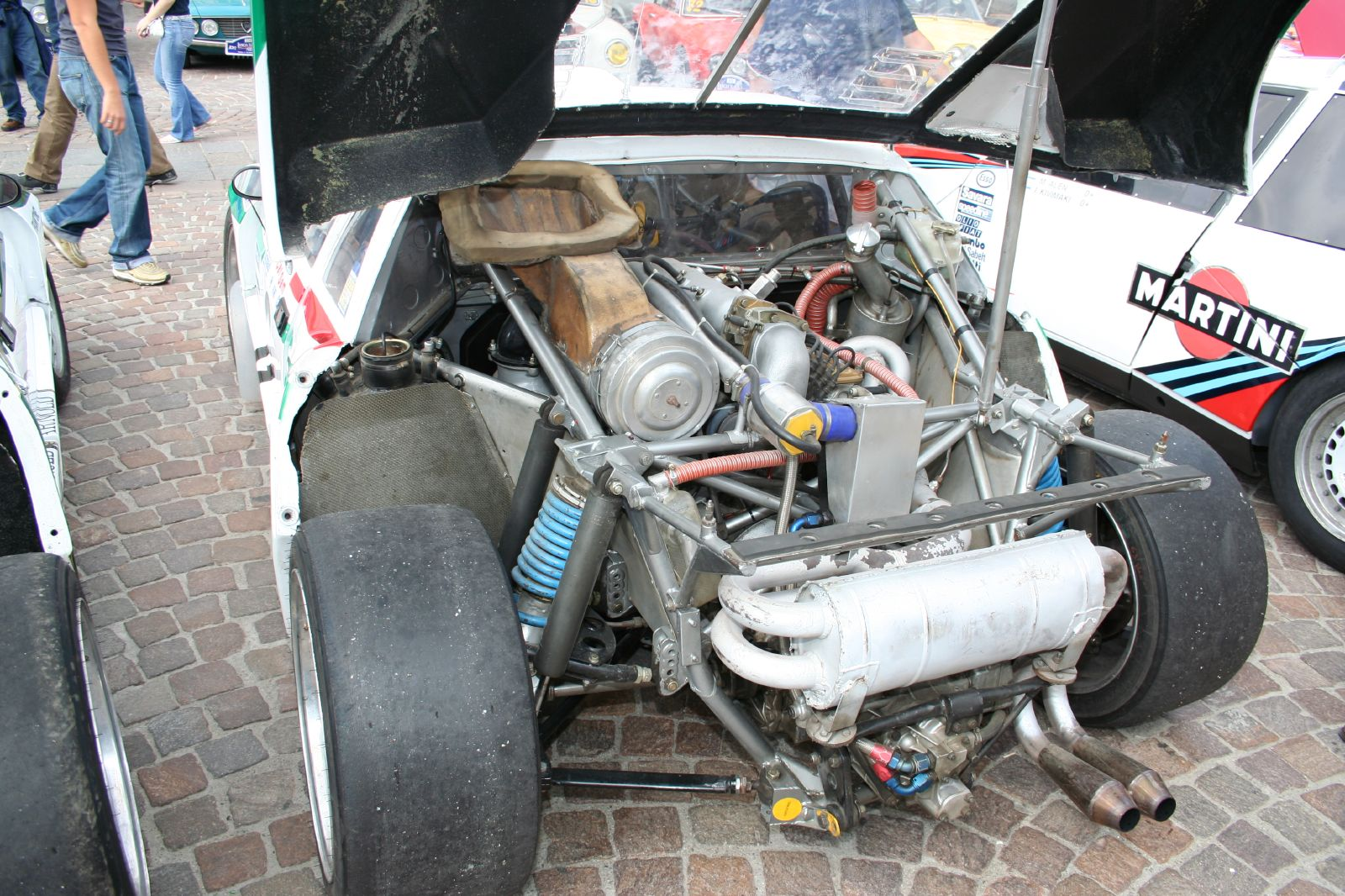
Подкапотное пространство
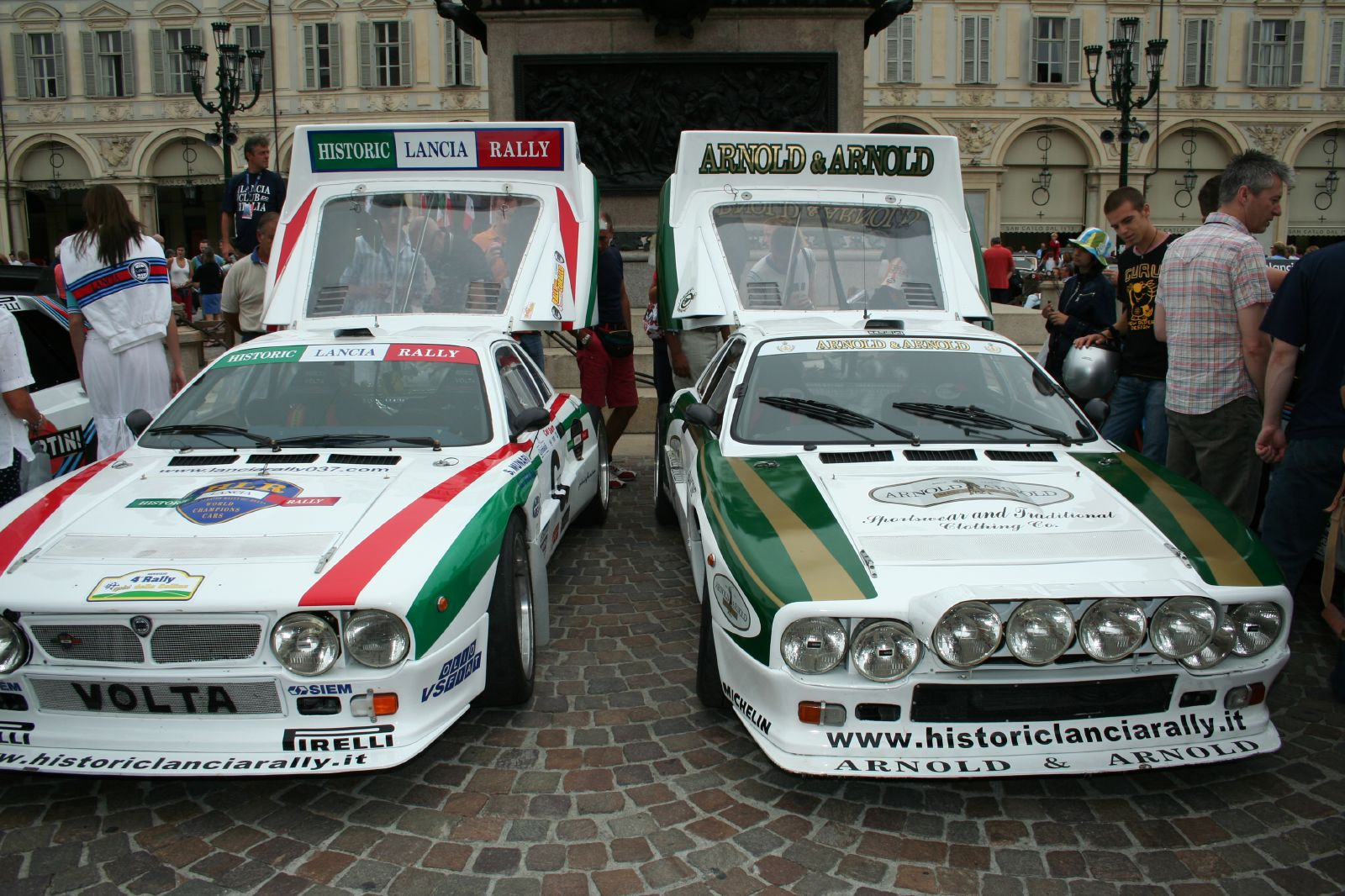
Lancia Rally 037 на выставке
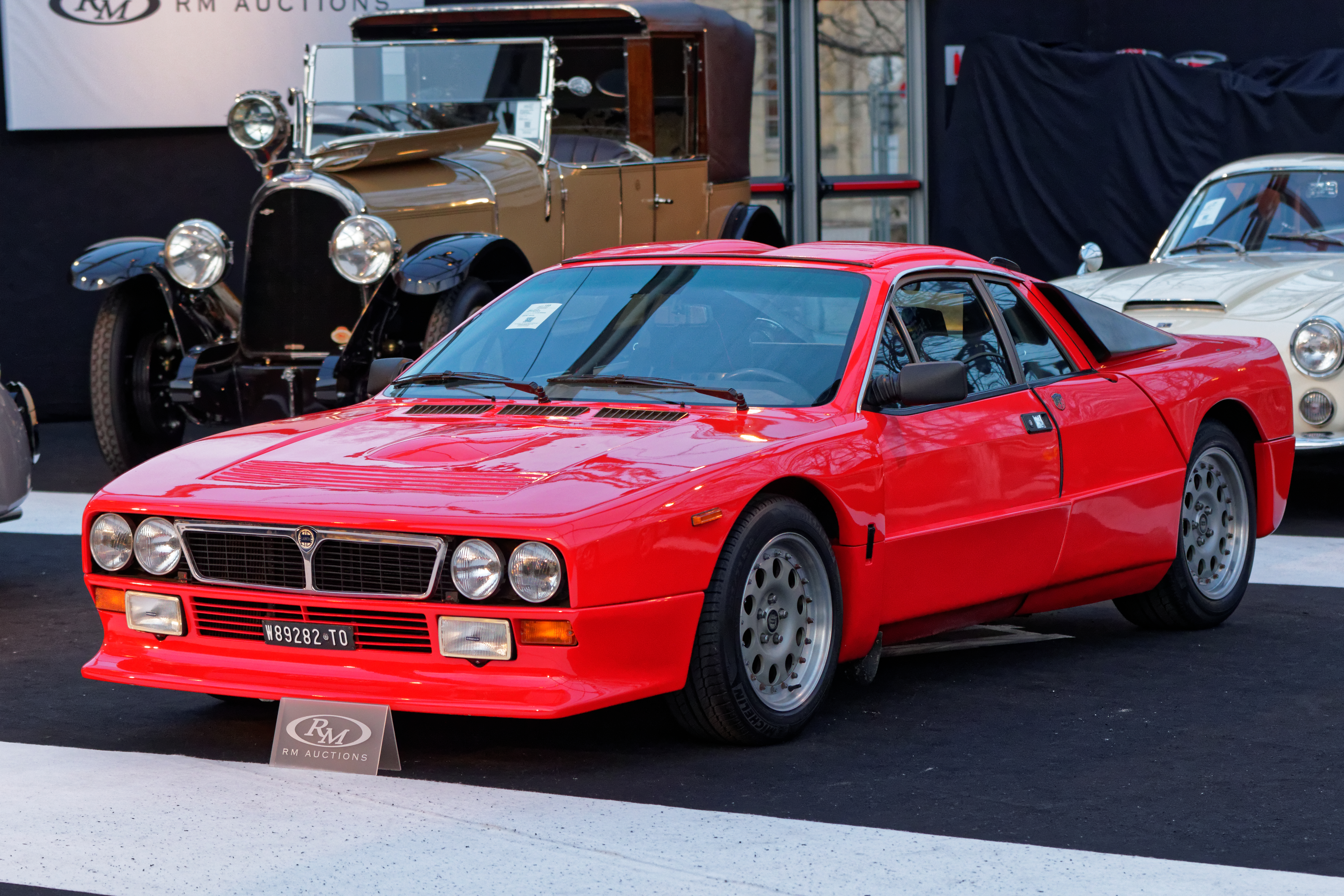
Одна из 207-ми «гражданских» версий
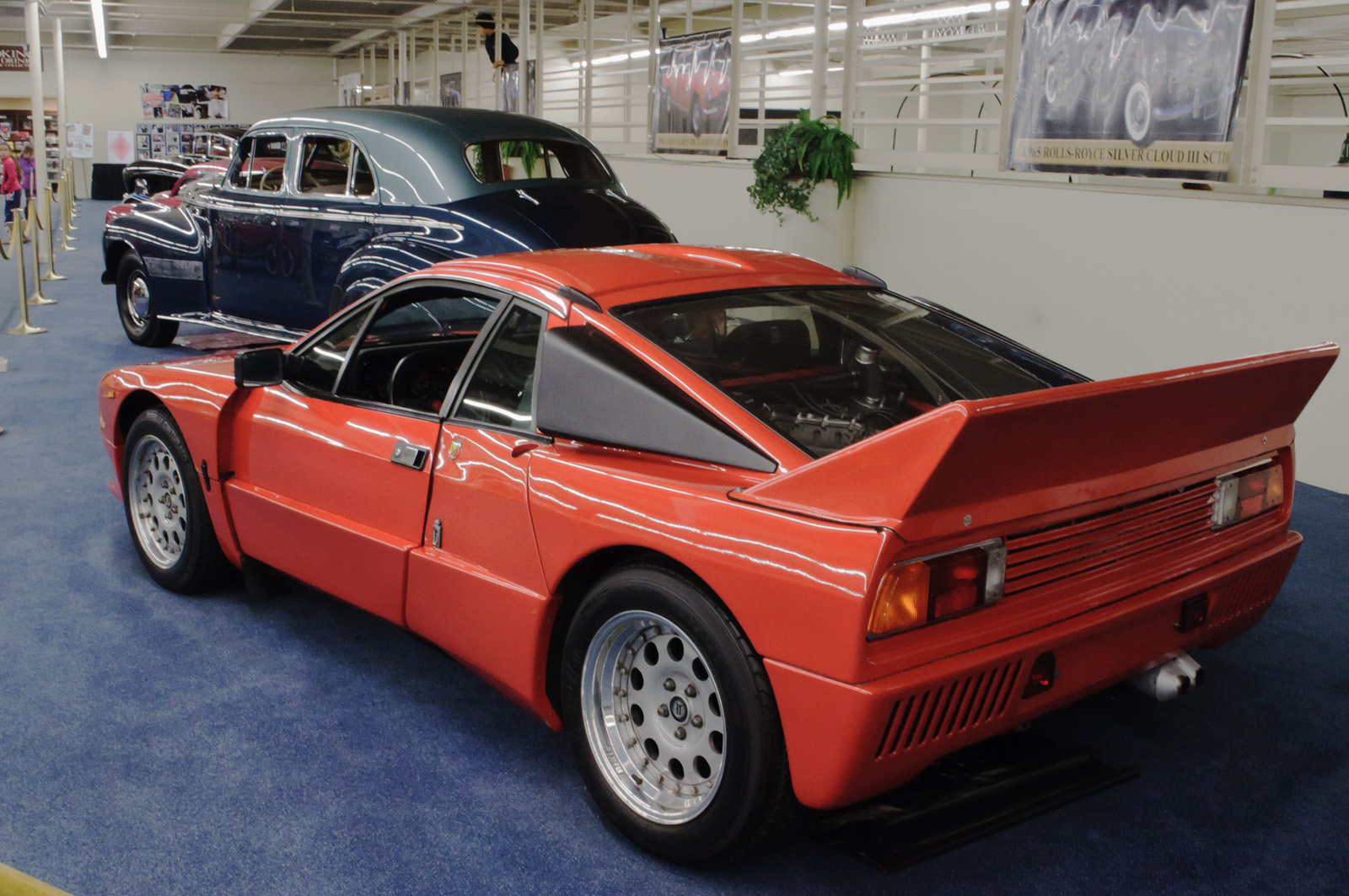
Lancia 037 Stradale, вид сзади